# Терехов, Александр Александрович
Александр Александрович Терехов (бел. Аляксандр Аляксандравіч Церахаў, 1978, Гомель, Белорусская ССР, СССР) — белорусский государственный деятель. Министр жилищно-коммунального хозяйства Республики Беларусь (2014—2020).

## Биография
Родился в 1978 году в Гомеле.
В 1997 году окончил Гомельский дорожно-строительный техникум.
В 2004 году окончил Белорусский государственный университет транспорта.
В 2011 году окончил Академию управления при Президенте Республики Беларусь.

## Трудовая деятельность
Свою трудовую деятельность начал в 1999 году. До 2006 года работал на различных должностях в ОАО «Строительный монтажный трест № 27» в г. Гомеле. В 2006 году был назначен заместителем начальника, впоследствии был повышен на должность первого заместителя и начальника управления жилищно-коммунального хозяйства Гомельского облисполкома. В 2011 году был назначен первым заместителем Министра жилищно-коммунального хозяйства Республики Беларусь.
17 ноября 2014 года назначен на должность Министра жилищно-коммунального хозяйства Республики Беларусь. Министерский пост покинул после отставки правительства Сергея Румаса 3 июня 2020 года.